# Reale Accademia delle Belle Arti
La Reale Accademia delle Belle Arti, comunemente conosciuta come la Accademia delle Arti, è una scuola svedese, si trova nella sede dell'Accademia d'arte, ex palazzo Sparreska, a Fredsgatan 12 a Stoccolma. L'Accademia è stata fondata nel 1700 e si propone di promuovere lo sviluppo dell'arte in Svezia. Fino al 1978, l'Accademia era anche gerarchicamente superiore alla Scuola Reale dell'Arte.

## Storia

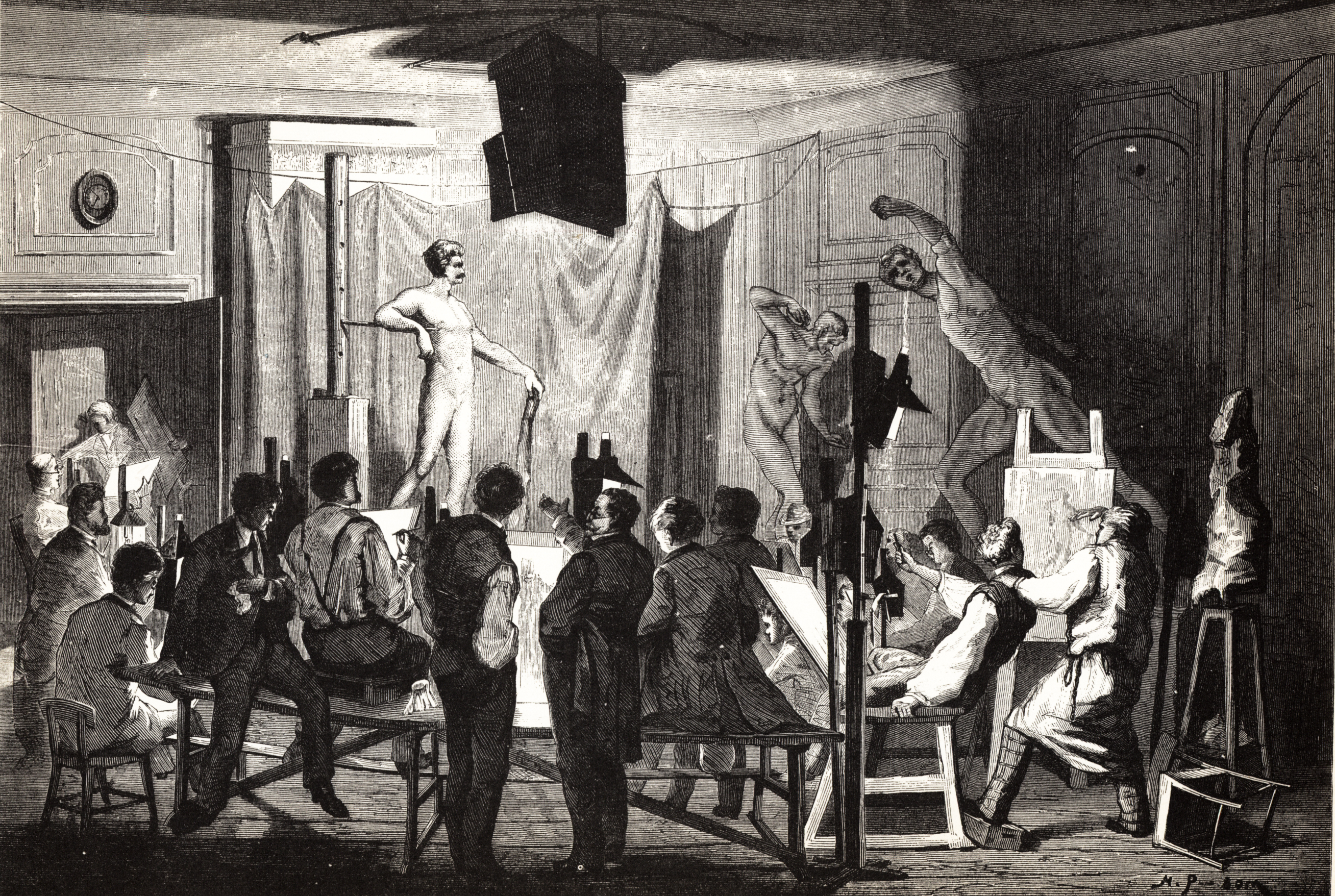
Modellskolan. På bilden pågår teckning efter levande manlig modell. Xylografi i Ny illustrerad tidning 1874.

Carl Gustaf Tessin come sovrintendente ebbe la più alta responsabilità per la costruzione del Palazzo Reale di Stoccolma, e per addestrare le forze in grado di eseguire questo lavoro. Il 10 maggio 1735 prese l'iniziativa di istituire una scuola di disegno al castello, chiamata Reale Accademia di Disegno.
L'artista francese Guillaume Thomas Taraval insegnava in un piccolo gruppo a disegnare un modello dal vivo. Lo studio del corpo umano era centrale e Taraval aveva promesso 50 monete di rame per il pagamento di un modello. Nel primo gruppo di studenti c'era, tra gli altri, Johan Pasch. L'ideale era una scuola sulla falsariga del modello francese, che era un luogo di ritrovo per artisti affermati e intenditori d'arte. Per il fondatore dell'Accademia, ad eccezione di Taraval, erano importanti Carl Gustaf Tessin e Carl Hårleman. Tra gli altri docenti precedenti ci sono, oltre all'ex studente Johan Pasch, Jacques-Philippe Bouchardon, Johan Henrik Scheffel e Olof Arenius.
Nel 1766 l'Accademia ha avuto una posizione assicurata attraverso decisioni parlamentari e vaste operazioni. Il 30 maggio 1768 fu chiamato il sovrintendente Carl Fredrik Adelcrantz per la prima riunione messa a verbale dell'Academia e contemporaneamente il nome fu cambiato in Istituto Kong di pittura e scultura. Direttore della scuola fu nominato Pierre Hubert L'Archevêque e Segretario Per Floding, che anche recentemente ha guidato la scuola di incisione dell'Accademia. Insieme a "primo membro onorario", al quale sono state eletti i componenti della corte reale, potevano esserci dodici svedesi onorari e 50 membri nazionali eletti.
Gustavo III scrisse il primo statuto nel 1773, prendendo come modello quello dell'Accademia Francese di Belle Arti. Il programma ora prevedeva anche l'architettura, la grafica, l'anatomia, la prospettiva, l'apprendimento e la storia della cultura. Il 1700 segna la fine degli anni contati come nella prima epoca d'oro dell'Accademia, quando i grandi artisti futuri, come ad esempio Johan Tobias Sergel venivano eletti come membri e insegnavano anche. Da segnalare anche Carl Gustaf Pilo, che dopo il suo ritorno in Svezia fu nominato direttore dell'Accademia nel 1777. È stata chiamata l'Accademia Reale di Belle Arti 1810.
Nel 1832 a Stoccolma fu costituita Associazione Art, che ha voluto offrire una alternativa alle attività espositive dell'Accademia rimaste stagnanti. Il gruppo che ha avuto l'impatto maggiore sono stati gli "Oppositori" nel 1880, ispirati alla pittura francese contemporanea e fu un enorme successo tra il pubblico svedese. Sia gli uomini che le donne potevano essere eletti come membri dell'Accademia, ma le donne potevano studiare per lungo tempo solo con un permesso speciale; nel 1849 furono accettate, ad esempio, tre studentesse della scultura come studenti aggiuntivi, tra cui Amalia Lindegren. Nel 1864 aprì il Dipartimento Fruntimmer presso l'Accademia Reale di Belle Arti per 18 studentesse.
Nel 1978 si separarono l'Accademia Reale di Belle Arti dall'Accademia di Belle Arti, ma fino al 1995 tutto l'insegnamento fu trasferito a Skeppsholmen.

## Edificio
Nel 1780 fu spostata l'Accademia d'Arte nella sua sede a Fredsgatan 12, donata da ciascun fondatore Gerhard Meyer. Il nome del donatore vive nel concetto Mejan, soprannome di Belle Arti e anche il nome della galleria studente Mejan, che un tempo era l'Accademia di Belle Arti e ora appare sullo Skeppsholmen.

## Edificio scolastico Art Academy
Fra le leggi del 1773, fu formalmente istituito anche un corso di architettura alla Konstakademien. Come primo professore fu nominato nel 1779 Olof Tempelman, che si insediò nel 1781, dopo un viaggio di studio in Italia.
L'insegnamento di materie ingegneristiche cominciò nel 1799 con la scuola meccanica, che nel 1816 è stato trasferito all'Accademia di Agricoltura. Dopo un periodo furono bloccate a causa della mancanza di interesse da parte dell'Art Academy. Più tardi era la scuola meccanica nell'Istituto Tecnologico a Stoccolma.

## Segretari
- Karin Lindegren (1979-1981)
- Bo Sylvan (1981-1997)
- Bo Grandien (1997-1999)
- Beate Sydhoff (1999-2005)
- Olle Granath (2005-2009)
- Susanna Slöör (2010-oggi)

## Galleria d'immagini

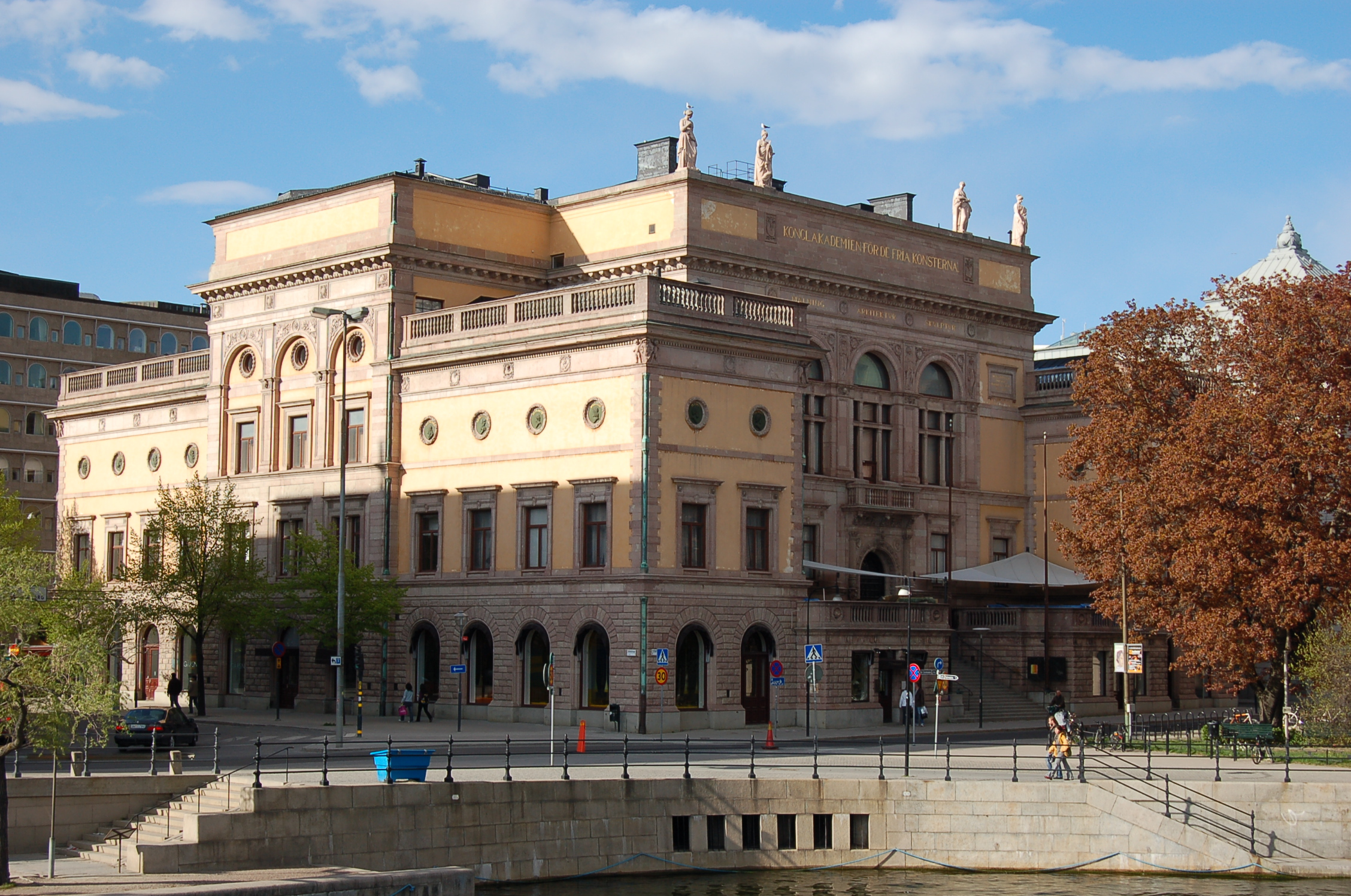
La sede dell'Art Academy a Fredsgatan, Stoccolma.
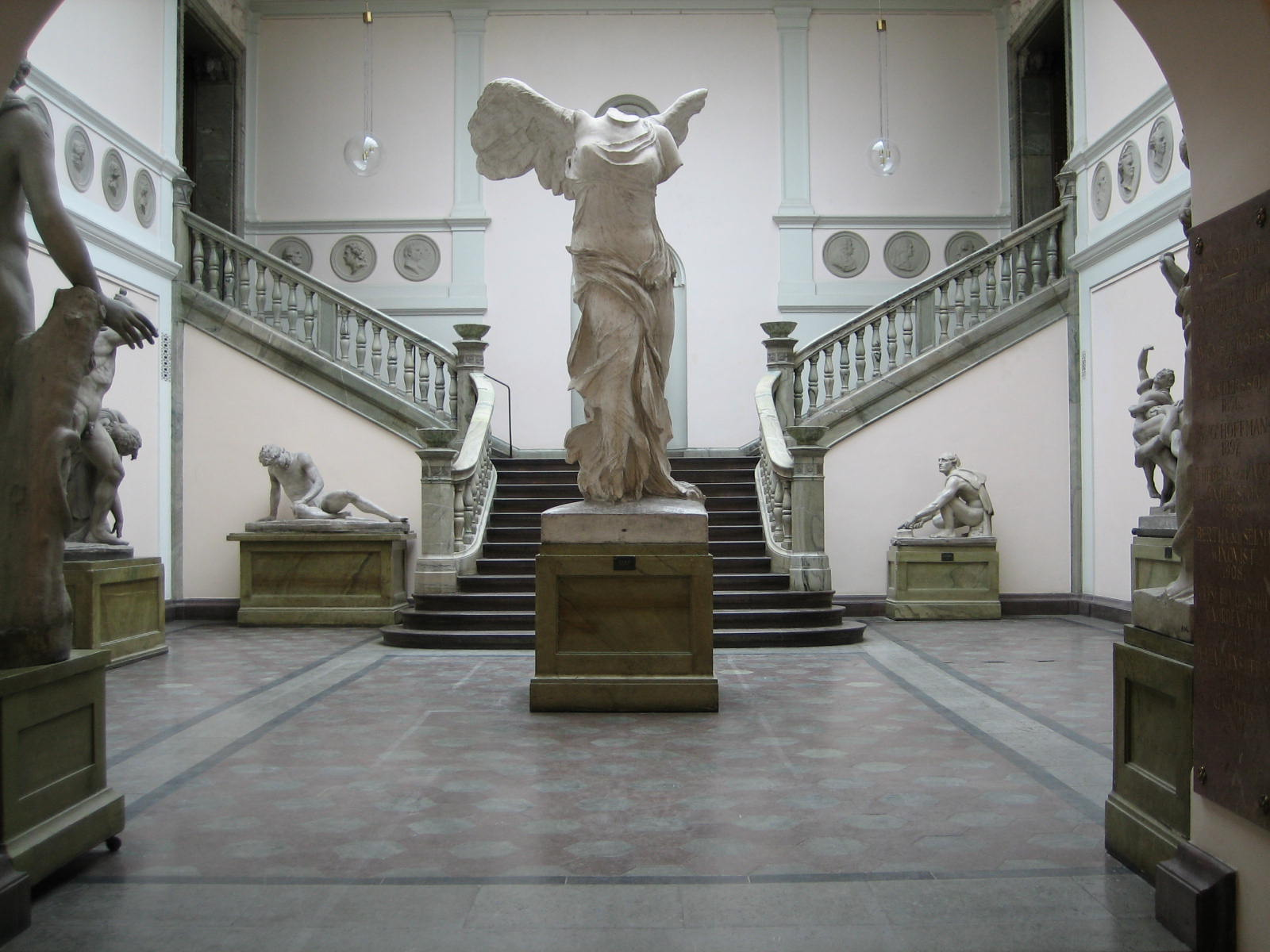
Le scale sotto l'ingresso principale della Reale Accademia di Belle Arti.
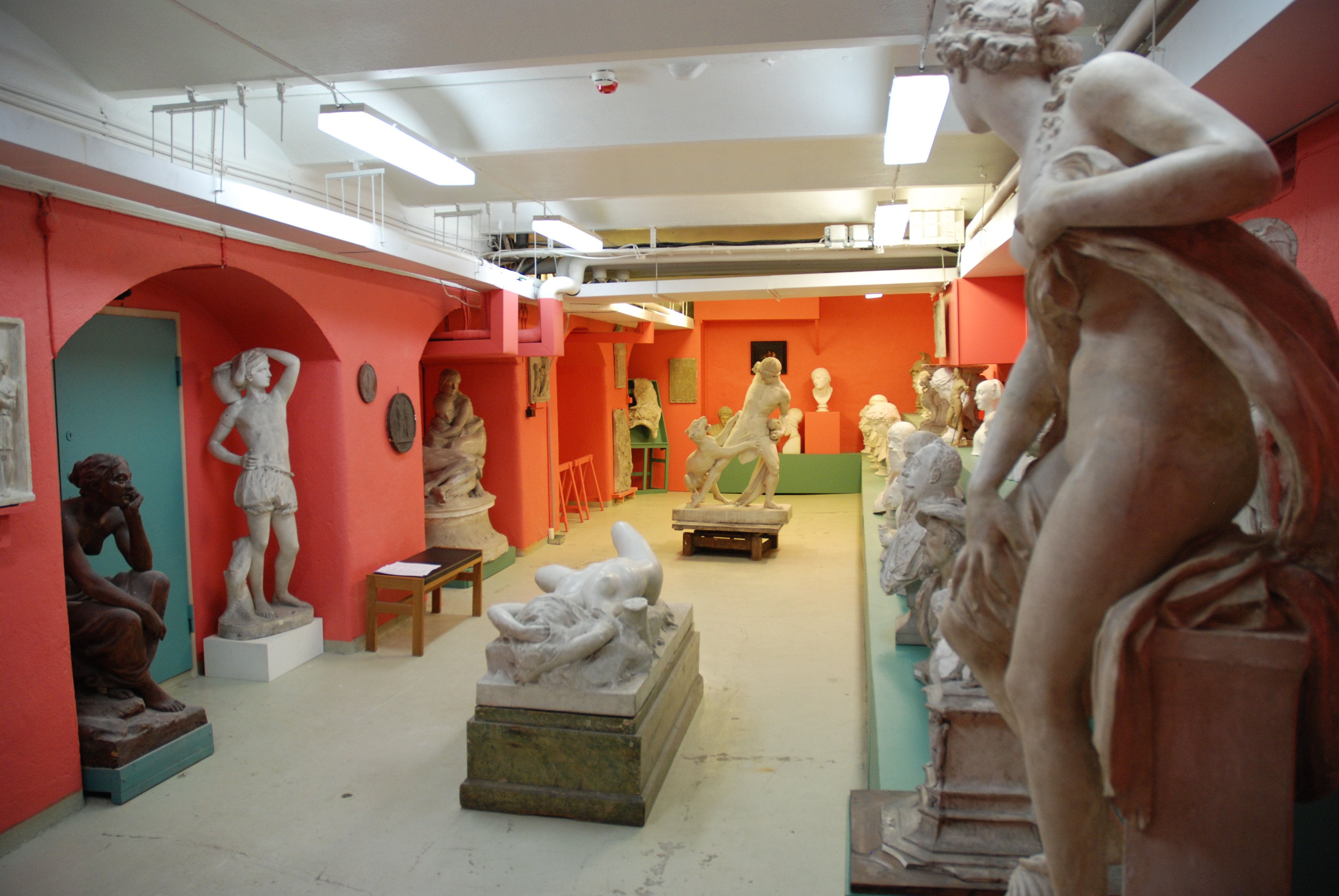
Sculture nell'archivio delle sculture dell'Accademia Svedese di Belle Arti (Konstakademien)